# Lamprospora carbonicola
Lamprospora carbonicola är en svampart som beskrevs av Boud. 1907. Lamprospora carbonicola ingår i släktet Lamprospora och familjen Pyronemataceae.  Arten är reproducerande i Sverige. Inga underarter finns listade i Catalogue of Life.